# Landesstraße 121
Die Landesstraße 121 ist eine Landesstraße in Schleswig-Holstein und verbindet die Stadt Nortorf mit der Ortschaft Hohenlockstedt.

## Verlauf
Die Landesstraße beginnt im Stadtkern von Nortorf und führt zunächst über Gnutz und Aukrug zur B 430, die sie südlich von Innien kreuzt. Im weiteren Verlauf durch den Naturpark Aukrug überquert sie nördlich von Hennstedt (Steinburg) die Itzespitze, den höchsten Punkt im Kreis Steinburg, bevor sie nach den Orten Hennstedt und Lockstedt in Hohenlockstedt an der B 206 endet.

## Geschichte
Die L 121 war Bestandteil der wichtigen Landstraße von Kiel nach Itzehoe und später der
Verbindung von Kiel nach Glückstadt. Georg Reimer vermutete nach Ausgrabungen an der Brücke in Innien, dass es dort bereits vor dem Jahr 800 eine Holzbrücke im Verlauf des Weges gab. 1633 gab es eine Brücke, über deren Zustand sich König Christian IV. beim Kloster Itzehoe beschwerte. 1616 erbaute Christian IV. die Festung Glückstadt und 1632 die Festung Christianspries an der schmalsten Stelle der Kieler Förde, der sogenannten Friedrichsorter Enge. Die Folge war eine starke Benutzung der Landverbindung von Glückstadt nach Kiel durch Munitionsfuhren und Truppenmärsche. Die Strecke war damals ein Sandweg, der in den Heidegegenden oft mehrere Spuren nebeneinander aufwies. War eine Spur ausgefahren, versuchte man eine bessere herzustellen. In den Dörfern, wo eine Ausweitung des Weges nicht möglich war, wurde die Straße durch den zeitweise recht starken Verkehr so stark beschädigt, dass bei Regen die Strecke aufweichte und kaum benutzt werden konnte.

## Bilder

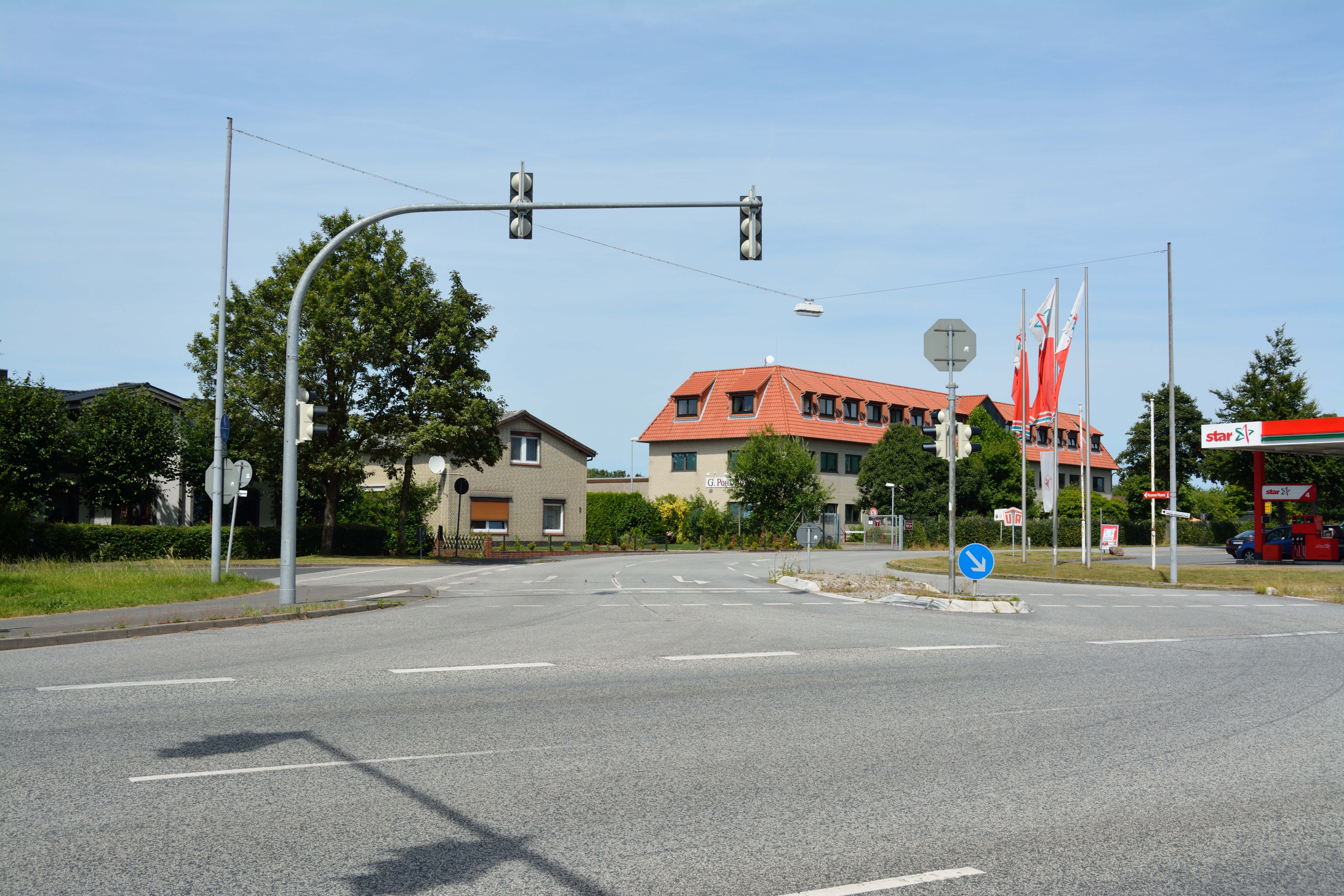
Ende der Landesstraße in Hohenlockstedt
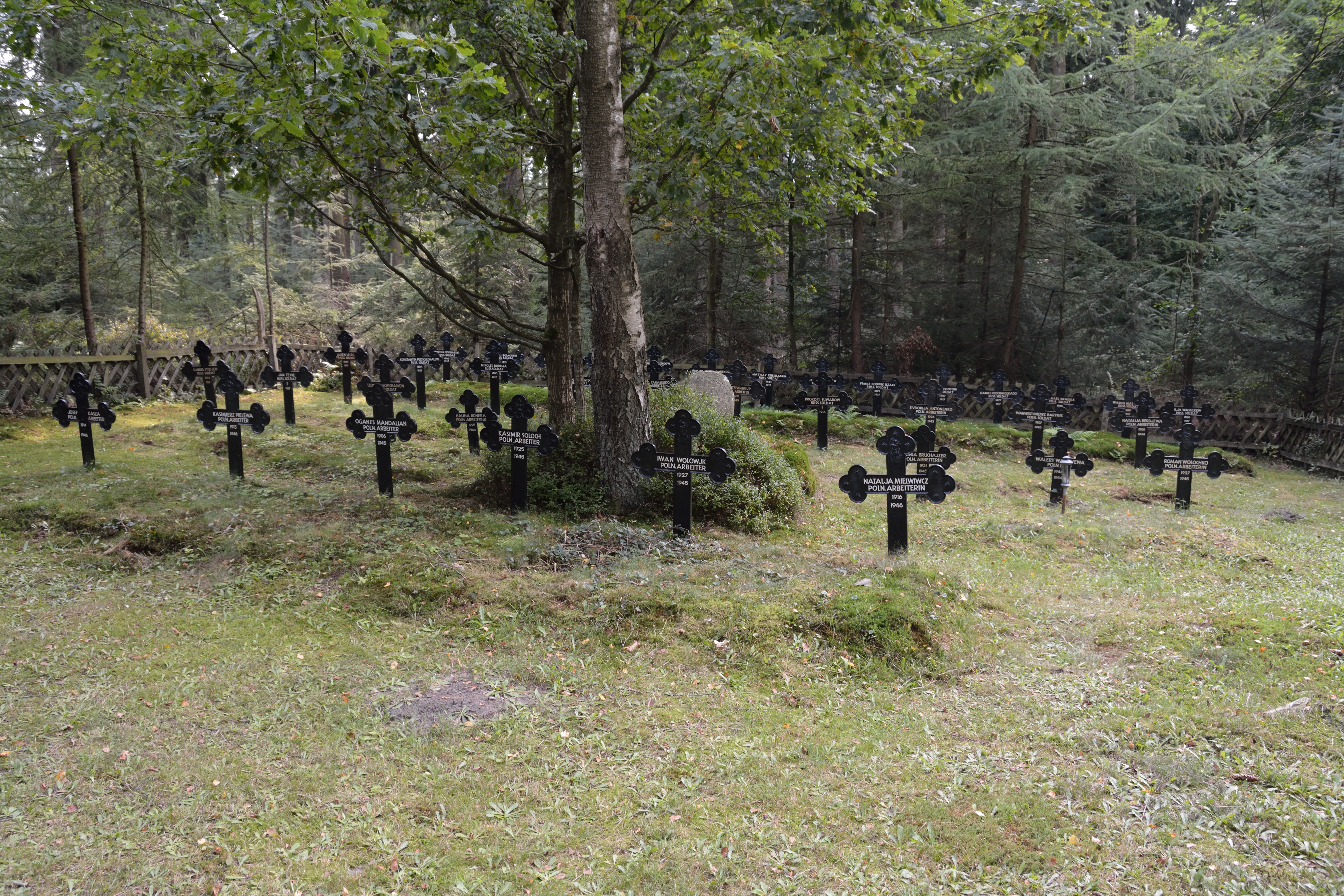
Direkt an der Straße im Wald bei Aukrug befindet sich eine Gedenkstätte. Lage
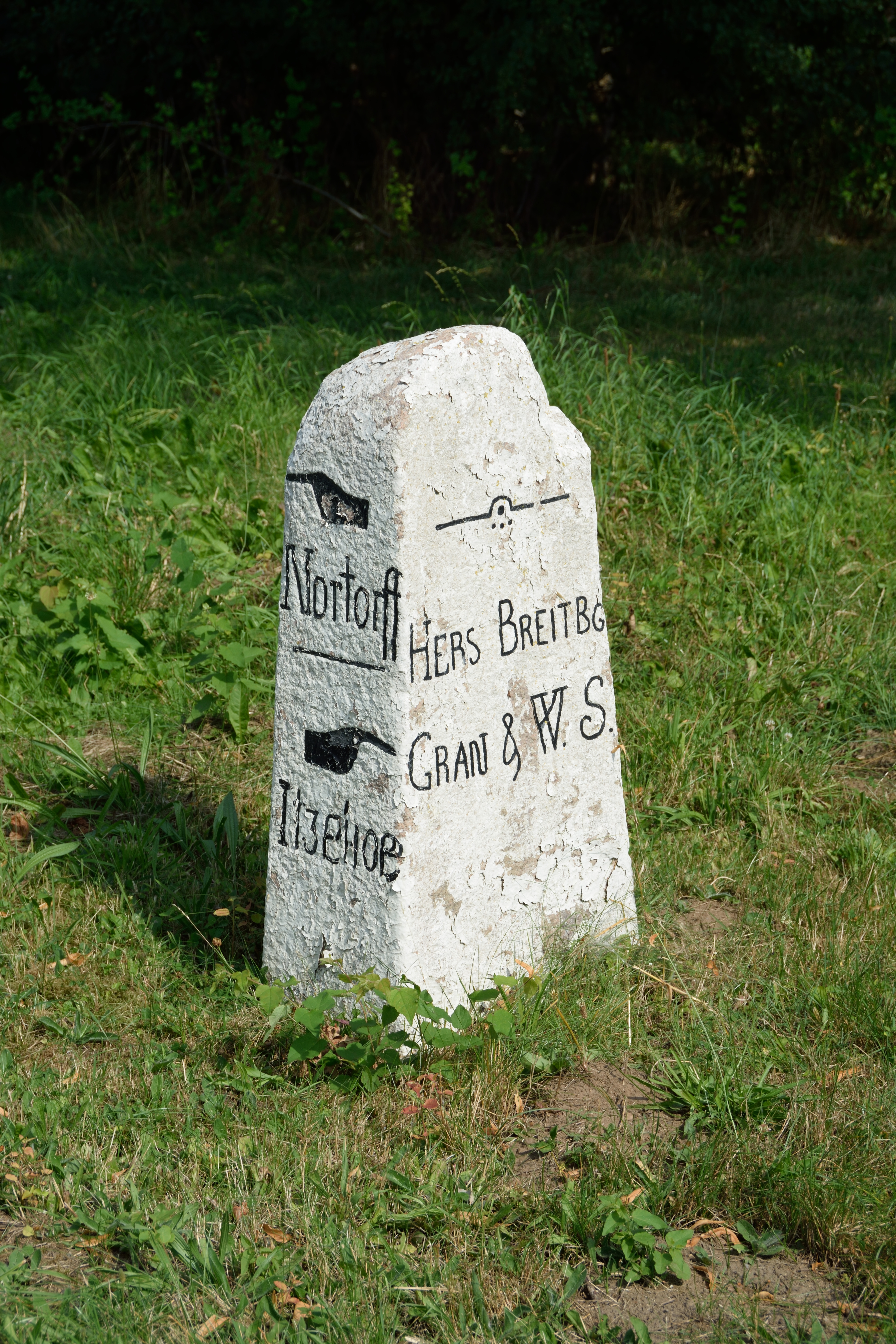
Ein alter Grenzstein beim Gut Springhoe. Lage
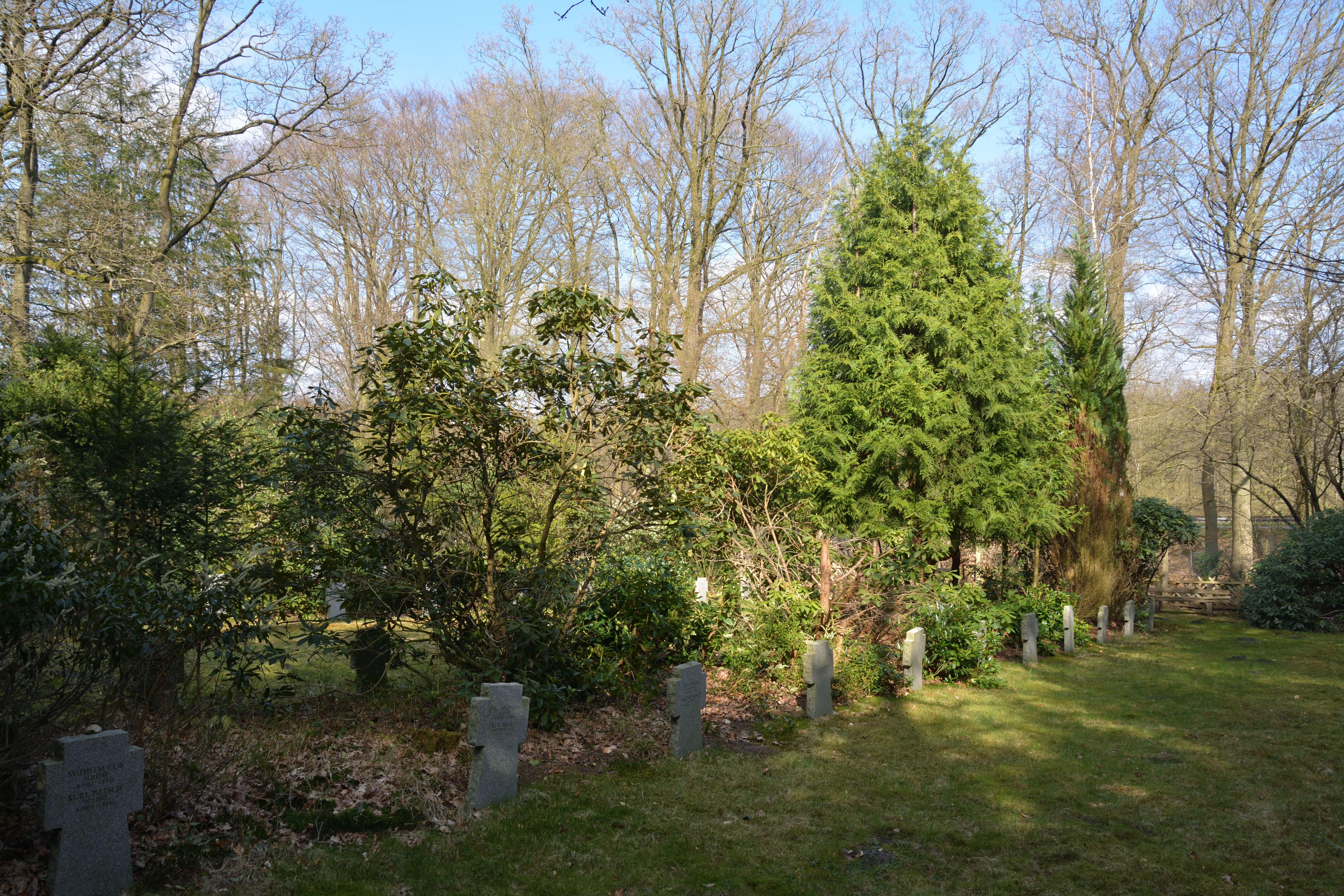
Der „Ehrenfriedhof Homfeld“ liegt etwa 100 Meter abseits verborgen in einem Wald. Lage